# Sanctuarium Artis Elisarion

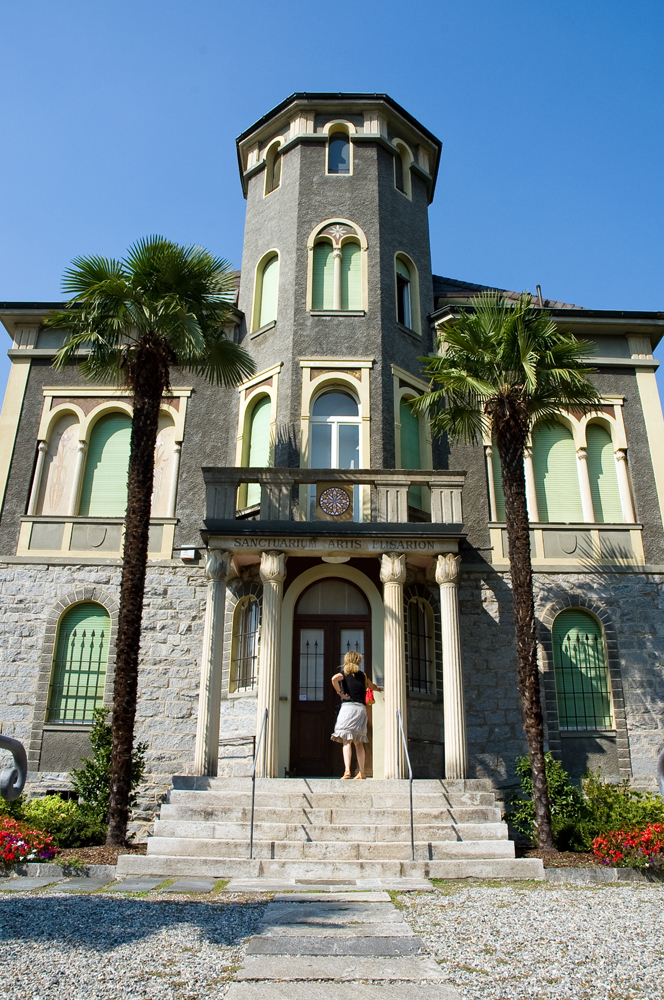
Eingang des Museums

Das Sanctuarium Artis Elisarion ist ein Baudenkmal, Museum und Kulturzentrum in der schweizerischen Gemeinde Minusio.

## Geschichte
Das Bauwerk wurde 1926 errichtet und 1939 um einen Rundbau erweitert. Nach dem Tod Eduard von Mayers sollte das Gebäude an den Kanton Tessin gehen, der diese Erbschaft aber ausschlug. 1968 kam das Bauwerk an die Stadt Minusio. Durch Verfall und Umbauten in der Bausubstanz geschädigt, wurde es zu einem Kulturzentrum umgebaut und 1981 als Centro Culturale Elisarion eröffnet.
Es dient heute als Kunstmuseum mit wechselnden Sonderausstellungen.